# Імавере (волость)
І́мавере (ест. Imavere vald) — волость в Естонії, одиниця самоврядування в повіті Ярвамаа з 19 грудня 1991 до 21 жовтня 2017 року.

## Географічні дані
Площа волості — 139 км2, чисельність населення на 1 січня 2017 року становила 872 особи.

## Населені пункти
Адміністративний центр — село Імавере.
На території волості розташовувалися 13 сіл (küla):
Виревере (Võrevere), Германі (Hermani), Ействере (Eistvere), Імавере (Imavere), Кійґевере (Kiigevere), Кясуконна (Käsukonna), Лайметса (Laimetsa), Пуйату (Puiatu), Пялластвере (Pällastvere), Таадіквере (Taadikvere), Таммекюла (Tammeküla), Яламетса (Jalametsa), Яравере (Järavere).

## Історія
19 грудня 1991 року Імавереська сільська рада перетворена у волость зі статусом самоврядування.
22 червня 2017 року Уряд Естонії постановою № 96 затвердив утворення нової адміністративної одиниці — волості Ярва — шляхом об'єднання територій семи волостей зі складу повіту Ярвамаа: Албу, Амбла, Імавере, Ярва-Яані, Кареда, Коеру та Койґі. Зміни в адміністративно-територіальному устрої, відповідно до постанови, мали набрати чинності з дня оголошення результатів виборів до волосної ради нового самоврядування.
15 жовтня 2017 року в Естонії відбулися вибори в органи місцевої влади. Утворення волості Ярва набуло чинності 21 жовтня 2017 року. Волость Імавере вилучена з «Переліку адміністративних одиниць на території Естонії».